# Limnophila (Limnophila) vicaria
Limnophila (Limnophila) vicaria is een tweevleugelige uit de familie steltmuggen (Limoniidae). De soort komt voor in het Australaziatisch gebied.